# Gmina Vansbro
Gmina Vansbro (szw. Vansbro kommun) – gmina w Szwecji, w regionie Dalarna, siedzibą jej władz jest Vansbro.
Pod względem zaludnienia Vansbro jest 252. gminą w Szwecji. Zamieszkuje ją 7122 osób, z czego 49,4% to kobiety (3518) i 50,6% to mężczyźni (3604). W gminie zameldowanych jest 144 cudzoziemców. Na każdy kilometr kwadratowy przypada 4,59 mieszkańca. Pod względem wielkości gmina zajmuje 58. miejsce.